# Suren Markosjan
Suren Markosjan (orm. Սուրեն Մարկոսյան; ur. 17 września 1984) – ormiański zapaśnik walczący w stylu wolnym. Olimpijczyk z Pekinu 2008, gdzie zajął osiemnaste miejsce w kategorii 66 kg.
Czternasty na mistrzostwach świata w 2010. Piąty na mistrzostwach Europy w 2005. Wicemistrz świata juniorów w 2003, mistrz Europy w 2004 roku.